# Decreto-Lei Federal do Brasil 477 de 1969
O Decreto-Lei nº 477, de 26 de fevereiro de 1969,  foi baixado pelo então presidente Artur da Costa e Silva durante o regime militar brasileiro. O decreto-lei previa a punição de professores, alunos e funcionários de universidades considerados culpados de subversão ao regime. Na prática, o processo a que se submetia o acusado era sumário. Os professores atingidos eram demitidos e ficavam impossibilitados de trabalhar em qualquer outra instituição educacional do país por cinco anos, ao passo que os estudantes eram expulsos e ficavam proibidos de cursarem qualquer universidade por três anos.
Jarbas Passarinho, ministro da Educação e Cultura no governo Médici, considerava o decreto de "draconiano",   como uma espécie de "terceira lei de Newton depravada" - dada a desproporção entre a intensidade da ação e da reação.
O decreto-lei foi utilizado para afastar o então professor de Sociologia Fernando Henrique Cardoso, entre muitos outros, da Universidade de São Paulo.
A norma vigorou até 1979, quando foi revogada pela lei da anistia.